# Lagares da Beira
Lagares da Beira ist ein Ort und eine Gemeinde im Kreis Oliveira do Hospital in Portugal.

## Geschichte
König Manuel I. gab dem Ort am 15. Mai 1514 erste Stadtrechte und machte ihn zum Sitz eines Verwaltungskreises.
Im Zuge der Verwaltungsreformen nach der Liberalen Revolution ab 1821 und dem folgenden Miguelistenkrieg wurde der Kreis am 6. November 1836 aufgelöst. Seither ist Lagares eine Gemeinde des Kreises Oliveira do Hospital.
Am 30. August 1995 erhielt Lagares da Beira seinen historischen Status einer Vila zurück.

## Verwaltung
Lagares da Beira ist Sitz einer gleichnamigen Gemeinde (Freguesia) im Kreis (Concelho) von Oliveira do Hospital im Distrikt Coimbra. In ihr leben 1382 Einwohner auf einer Fläche von 13 km² (Stand 19. April 2021).
Zwei Ortschaften liegen im Gemeindegebiet:
- Adarnela
- Lagares da Beira

## Persönlichkeiten
Der Leichtathlet José Carlos Pinto wurde am 3. Mai 1997 hier geboren. Er wurde mehrmals portugiesischer Meister im 800-Meter-Lauf.